# Мартин, Пол Эдгар Филипп
Пол Эдгар Филипп Мартин (англ. Paul Edgar Philippe Martin; род. 28 августа 1938 года, Уинсор, Онтарио) — канадский политик и бизнесмен, бывший лидер Либеральной партии Канады, премьер-министр с 12 декабря 2003 года до 6 февраля 2006 года.

## Биография
Пол Эдгар Филипп Мартин родился в Уинсоре, Онтарио, где проживал до 1946 года. После этого его семья переехала в Оттаву, так как отец Пола Мартина Пол Жозеф Джеймс Мартин стал работать в кабинете министров Маккензи-Кинга. Пол Мартин получил начальное образование во французской школе, а дальнейшее обучение проходило на двух языках. В 1962 году он получил степень по философии в университете Торонто, а в 1965 году окончил юридическую школу.
В 1966 году Мартин с семьёй переехал в Монреаль. В Монреале он работал на Power Corporation of Canada, став в 1969 году вице-президентом компании. В 1973 году Мартин стал президентом Canada Steamship Lines, а в 1975 — финансовым директором компании. В 1981 году Мартин выкупил компанию вместе со своим бизнес-партнёром и переименовал её в CSL Group, а в 1988 году стал единоличным собственником. Его начинания по строительству океанского флота по высоким технологиям в целом были приняты сообществом, в то же время он получил критику, в том числе и в дальнейшей политической карьере, за заграничные контракты на постройку кораблей, наём дешёвой рабочей силы за рубежом.
В 1963 году Пол Мартин женился на Sheila Ann Cowan. У них трое детей.

## Политическая карьера
В 1988 году Пол Мартин принял участие в федеральных выборах, представляя либеральную партию в квебекском округе LaSalle-Emard. В 1990 году после ухода Джона Тёрнера с поста главы либеральной партии он пытался стать новым лидером, отстаивая это место в борьбе с Жаном Кретьеном. Это соперничество продолжалось несколько лет и повлияло на развитие партии.
По приглашению Жана Кретьена Пол Мартин был соавтором платформы либеральной партии, написанной в 1993 году, и носящей название Red Book (Красная книга). В 1993 году после победы на выборах Мартин стал министром финансов и оставался на посту 9 лет. 2 июня 2002 года Кретьен снял Мартина с занимаемой должности, но тот остался в палате общин. В августе Кретьен объявил о своём скором уходе из политики.
В ноябре 2003 года на выборах нового главы либеральной партии успех праздновал Пол Мартин, который 12 декабря стал 21 премьер-министром Канады. В скором времени аудиторы обнаружили некорректное расходование 100 миллионов долларов бюджетных средств. Разразился спонсорский скандал. Мартин обещал уйти с поста, если признают, что он лгал. В феврале 2004 года последовал ряд громких отставок, связанных со скандалом. 1 ноября 2005 года вышел первый отчёт комиссии, который обелил Пола Мартина, но запятнал многих членов его кабинета министров. 28 ноября оппозиция настояла на досрочных выборах, которые состоялись 23 января 2006 года. Либеральная партия проиграла выборы консерваторам, а Пол Мартин ушёл с поста главы партии.